# 41-я кавалерийская дивизия
41-я кавалерийская дивизия — воинское соединение Вооружённых Сил СССР во Второй мировой войне.

## История дивизии

### Формирование
Формирование дивизии начато в Шуе в июле 1941 года по урезанным штатам. Очевидно[кому?] продолжено в июле-августе 1941 года на Северо-Западном фронте, тем не менее, несмотря на то, что дивизия значится на 1 августа 1941 года в составе Северо-Западного фронта, и сроки нахождения в действующей армии это подтверждают, остаётся неясность с ей участием в боях на северо-западном направлении августа 1941 года. Данных, подтверждающих это, обнаружить не удалось, в том числе в ОБД «Мемориал» не имеется данных о потерях дивизии в указанный период.
В составе действующей армии во время Великой Отечественной войны с 20 июля 1941 года по 13 августа 1941 года и с 10 октября 1941 года по 25 марта 1942 года.
В середине августа 1941 года передислоцирована в резерв в Ковров.

### Орловско-Брянская оборонительная операция
По приказу Ставки ГК от 1 октября 1941 года должна была быть отправлена в Навлю, однако по дороге была остановлена и с 3 октября 1941 года начала сосредоточение в Мценске и с 10 октября 1941 года включена в состав 26-й армии 2-го формирования, просуществовавшей только до 25 октября 1941 года. 5 октября 1941 года заняла оборону северо-восточнее Мценска, по рубежу реки Зуша. До 24 октября 1941 года вела оборону в указанном районе, чередуя отражение контратак с налётами конницы на вражеские опорные пункты, например на Болхов.

### Тульская оборонительная операция
24 октября 1941 года немецкие войска прорвали оборону на стыке с 6-й гвардейской стрелковой дивизией, и 41-я дивизия наносит контрудар в направлении Черни. Затем дивизия отходит на Плавск, ведёт тяжёлые бои.
8 ноября 1941 года дивизия нанесла противнику ощутительный удар, в результате которого, по отчётам дивизии, противник в бою потерял убитыми, ранеными и пленными до 650 человек, а также были захвачены трофеи: 18 самолётов, миномёт, пулемёт, боеприпасы и другое важное имущество. 12 ноября дивизия отошла на Богородицк, 25 ноября 1941 года вместе с 239-й стрелковой дивизией и 11-й танковой бригадой попала в окружение в районе Узловой, Сталиногорска и Богородицка, небольшой своей частью смогла выйти из него (потеряно было более 50 % личного состава, лошадей и техники) и к началу декабря 1941 года в районе Рязани вошла в состав вновь сформированной 10-й армии, имея в составе около 1500 человек личного состава.

### Тульская наступательная операция
На 6 декабря 1941 года двигалась по маршруту из района Высокое на Катино, готовясь к наступлению на Епифань, 7 декабря 1941 года ведёт бой на рубеже Нюховец, Богослово, Петрушино в 15 километрах северо-восточнее Епифани, имея против себя 40-й полк связи из 2-й танковой армии. 9 декабря 1941 года ведёт бой у деревни Клекотки. После боя перерезала железнодорожную линию, идущую из Тулы на Скопин, и шоссе из Михайлова на Епифань.
Из воспоминаний И. Г. Фактора, ветерана дивизии об этом бое:

 По команде «В атаку, вперед!» конники бросились на врага. Все попытки фашистов удержать деревню оказались безуспешными. Отступая, они прежде всего начали отводить на запад свои тылы. Как сообщили нам местные жители, на запад они погнали и ранее захваченных в плен советских воинов.

Командир 1-го эскадрона старший лейтенант Воропаев бросился со своими конниками наперехват отступавшим. Вот где проявилась удаль лихих конников! Громкое «ура», блеск стальных клинков привели в ужас гитлеровцев. С криками «Казакен! Казакен!» они в панике бросились кто куда. Однако разгорячённые кони настигали бегущих, на их головы обрушивались беспощадные удары клинков.
К 11 декабря 1941 года дивизия, преодолевая сопротивление прикрывавших отход частей, вышла к Дону на участке Большая Колодезная, Хмелёвка, у южного окончания Сталиногорского водохранилища, но под сильным огнём артиллерии вынуждена была с потерями отойти в район Иваньково. Утром, 12 декабря 1941 года, совместно с 323-й стрелковой дивизией ворвалась в Епифань и освободила город.
С 14 декабря 1941 года дивизия наступает в обход Богородицка с юга с целью дальнейшего наступления на Плавск. От Богородицка, освобождённого 324-й стрелковой дивизией, 41-я кавалерийская развила быстрое наступление к реке Упа, будучи передовым отрядом армии и 17 декабря 1941 года дивизия вышла к Упе и вступила там в бои. К 18 декабря 1941 года дивизия в составе кавалерийской группы (вместе с 57-й и 75-й кавалерийскими дивизиями) подошла к реке Плавня на левом фланге армии. Введена в бой в полосе соседней, 61-й армии Юго-Западного фронта, с задачей обойти сильную оборону врага в районе Плавска с юга и быстро продвинуться в район станции и крупного рабочего посёлка Арсеньево. 18 декабря 1941 года вела бой в районе Тёплое в 10 километрах юго-восточнее Плавска, с утра 20 декабря 1941 года вела бой за Камынино.

### Калужская и Белёвско-Козельская операции
23 декабря 1941 года влита в состав группы 1-го гвардейского кавалерийского корпуса, а в январе 1941 года, после тяжёлых боёв, дивизия окончательно передана в состав 1-го гвардейского кавалерийского корпуса. 24 декабря 1941 года вела бои с частями 112-й пехотной дивизии на линии Покровское, Белый Колодезь, затем выдвинулись в район Крутое, Романово, Рахлеево в 25 километрах юго-восточнее Белёва. После этих боёв дивизия осталась в резерве корпуса в районе Кипеть, Переславичи. Совершив ночной марш из района Каменки в 12 километрах северо-восточнее Козельска с задачей к утру 29 декабря 1941 года сосредоточиться в районе Хвалово, Вислово, Спас, и затем развивает наступление на Юхнов совместно с 1-й гвардейской и 57-й кавалерийскими дивизиями. К утру 31 декабря 1941 года дивизия вышла на фронт Порослицы, Курбатово, Зубово, Тарасова с задачей овладеть Юхновом и в дальнейшем развивать удар на Вязьму. С 1 по 4 января 1942 года дивизия вела бои на фронте Солопихино, Зубово.

### Ржевско-Вяземская операция
С 8 января 1942 года дивизия в составе корпуса была повёрнута на другое направление, наступает на Мосальск, в ночь на 9 января 1942 года участвовала во взятии города, перегруппировавшись в районе Ефремово, Бурмакино и с 12 января 1942 года начала наступление на Вязьму. Насчитывала в своём составе 1291 человек.
13 января 1942 года дивизия в составе корпуса перерезала Варшавское шоссе в районе Людково, Соловьёвка, однако углубиться далее не удалось, и дивизия была отброшена назад. Ведёт бои на Варшавском шоссе то перерезая его, то вновь оставляя до конца января 1942 года, понесла огромные потери, так в 170-м кавалерийском полку осталось только: в первом эскадроне — 8 человек, во втором — 16 человек, в третьем — 46 человек. Прорыв состоялся только в ночь на 27 января 1942 года, дивизия присоединилась к корпусу только 29 января 1942 года и начала углубляться в тылы вражеских войск, развивая наступление на северо-запад. На 3 февраля 1942 года, развернулась в районе Семлево, Хмельники, разъезд Добрянский, прикрывала войска корпуса от удара оставшегося в тылу гарнизона в Семлево. С 11 февраля 1942 года дивизия развёрнута на Дорогобужское направление, перешла в наступление 13 февраля 1942 года в Дятлеве дивизия установила связь с 8-й воздушно-десантной бригадой. 21 февраля 1942 года заняла Яковлево, 24 февраля 1942 была выбита из села, 25 февраля 1942 года оказалась отрезанной вместе 8-й воздушно-десантной бригады от сил корпуса, который сам действовал в тылу противника. 27 февраля 1942 года с помощью 2-й гвардейской кавалерийской дивизии, понесшей при этом большие потери, кольцо окружения было прорвано. Затем дивизия действовала по тылам противника, так, участвует в набеге на мост через Днепр в десяти километрах западнее Издешкова. Спешенные кавалеристы из состава дивизии взорвали в нескольких местах железную дорогу и не дали противнику восстановить разрушенное полотно, благодаря этому вражеский бронепоезд со стороны Вязьмы не смог подойти к мосту. В начале марта 1942 года пробивает коридор к окружённым 329-й стрелковой дивизии и 250-му воздушно-десантному полку.
25 марта 1942 года, находясь за линией фронта, в связи с большими потерями была расформирована, оставшийся личный состав обращён на укомплектование 1-й и 2-й гвардейских кавалерийских дивизий.

## Подчинение
| Дата                  | Фронт (округ)         | Армия      | Корпус (группа)                      | Примечания      |
| --------------------- | --------------------- | ---------- | ------------------------------------ | --------------- |
| 01 августа 1941 года  | Северо-Западный фронт | -          | -                                    | на формировании |
| 01 сентября 1941 года | -                     | -          | -                                    | нет данных      |
| 01 октября 1941 года  | Резерв Ставки ГК      | -          | -                                    | -               |
| 01 ноября 1941 года   | Брянский фронт        | 50-я армия | -                                    | -               |
| 01 декабря 1941 года  | Западный фронт        | 50-я армия | -                                    | -               |
| 01 января 1942 года   | Западный фронт        | -          | -                                    | -               |
| 01 февраля 1942 года  | Западный фронт        | -          | 1-й гвардейский кавалерийский корпус | -               |
| 01 марта 1942 года    | Западный фронт        |            | 1-й гвардейский кавалерийский корпус |                 |

## Состав
- 168-й кавалерийский полк
- 170-й кавалерийский полк
- 172-й кавалерийский полк
- 51-й конно-артиллерийский дивизион
- 51-й артиллерийский парк
- 30-й отдельный полуэскадрон связи
- 18-й медико-санитарный эскадрон
- 41-й отдельный эскадрон химической защиты
- 46-й продовольственный транспорт
- 214-й дивизионный ветеринарный лазарет
- 1512-я (149) полевая почтовая станция
- 978-я полевая касса Госбанка

## Командиры
- Давыдов, Пётр Михайлович, комбриг, до 13.12.1941
- Глинский, Михаил Иосифович, полковник, с 13.12.1941